# Vesicularia albo-viridis
Vesicularia albo-viridis är en bladmossart som beskrevs av Brotherus 1908. Vesicularia albo-viridis ingår i släktet Vesicularia och familjen Hypnaceae. Inga underarter finns listade i Catalogue of Life.